# Szczawin Kościelny (województwo mazowieckie)
Szczawin Kościelny – wieś sołecka w Polsce położona w województwie mazowieckim, w powiecie gostynińskim, w gminie Szczawin Kościelny.
| SIMC    | Nazwa                 | Rodzaj    |
| ------- | --------------------- | --------- |
| 0578118 | Szczawin Mały-Gajówka | część wsi |

W latach 1975–1998 miejscowość administracyjnie należała do województwa płockiego.
Miejscowość jest siedzibą gminy Szczawin Kościelny.
We wsi znajduje się parafia Nawiedzenia Najświętszej Maryi Panny.